# Leigh, Greater Manchester
Leigh är en stad i storstadsdistriktet Wigan i Greater Manchester, England, 18 kilometer väster om Manchester. Staden hade 45 491 invånare år 2021.
Leigh var tidigare känd för sin siden-, bomulls-, glas- och järnindustri samt sina kolgruvor.